# حملة كامالا هاريس الرئاسية 2020
بدأت الحملة الرئاسية لعام 2020 الخاصة بكامالا هاريس، السيناتور الأمريكية الصاعدة من ولاية كاليفورنيا، رسميًا في 21 يناير من عام 2019، من خلال إعلان بُث في برنامج غود مورنينغ أميريكا. اعتُبرت هاريس منذ عام 2016 مرشحةً «بارزةً» للانتخابات الرئاسية التمهيدية للحزب الديمقراطي لعام 2020.
سحبت هاريس ترشيحها رسميًا في 3 ديسمبر من عام 2019، بسبب نقص التمويل.
أيدت هاريس نائب الرئيس السابق جو بايدن في 8 مارس من عام 2020. واختارها بايدن لمنصب نائب الرئيس في 11 أغسطس من عام 2020.

## خلفية
اختارت مجلة بوليتيكو في عام 2018 هاريس كجزء من «هيل نو كاوكوس» بعد انتخاب دونالد ترامب في نوفمبر من عام 2016، جنبًا إلى جنب مع أعضاء مجلس الشيوخ كوري بوكر وكيرستن جيليبراند وإليزابيث وارن وبيرني ساندرز، نظرًا إلى «التصويت بأغلبية ساحقة لعرقلة مرشحي [ترامب] للوظائف الإدارية»، مثل ريكس تيلرسون وبيتسي ديفوس ومايك بومبيو؛ اعتُبر جميع أعضاء مجلس الشيوخ في هذه المجموعة من المتنافسين الرئاسيين المحتملين لعام 2020 في ذلك الوقت. صرحت هاريس علانيةً بأنها «لا تستبعد ترشحها» قبل إعلان ترشحها لاحقًا. أعلنت هاريس في ديسمبر من عام 2018 عن خططها للنظر فيما إذا كانت ستترشح للرئاسة «خلال فترة العطلات». وأكدت في الشهر التالي على احتمالية إصدارها لإعلان رسمي بحلول يوم مارتن لوثر كنج بخصوص الانتخابات الرئاسية لعام 2020.
تُعد هاريس سادس عضو في الحزب الديمقراطي تشغل منصبًا يعلن رسميًا عن حملته في الانتخابات الرئاسية الأمريكية لعام 2020، حيث انضمت إلى عضو مجلس الشيوخ عن ولاية ماساتشوستس إليزابيث وارن، وعضو الكونغرس من هاواي تولسي جابرد، وعضو الكونغرس السابق عن ولاية ماريلاند جون ديلاني، والسيناتور السابق لولاية فرجينيا الغربية ريتشارد أوجيدا، ووزير الإسكان والتنمية الحضرية الأسبق في الولايات المتحدة جوليان كاسترو، والسيناتور عن ولاية نيويورك كيرستن جيليبراند.
شُكل تجمع غير رسمي عبر الإنترنت باستخدام هاشتاغ #KHive، قبل وأثناء حملتها الرئاسية، لدعم ترشيحها والدفاع عنها من الهجمات العنصرية والجنسية. استخدمت جوي ريد هذا المصطلح لأول مرة في أغسطس من عام 2017 في تغريدة تقول «اجتمعت مع @DrJasonJohnson و @ZerlinaMaxwell وقررنا استعمال مصطلح K-Hive».

## الحملة

### الإعلان عن الترشيح
أعلنت هاريس عبر برنامج غود مورنينغ أميريكا في يوم مارتن لوثر كنج الموافق لـ 21 يناير 2019 عن سعيها للحصول على ترشيح الحزب الديمقراطي للرئاسة. تمركز مقر حملتها في بالتيمور، ماريلاند، مع وجود مكتب ثانٍ لها في أوكلاند، كاليفورنيا. اختارت هاريس عبارة «من أجل الشعب» شعارًا لحملتها، وهي العبارة التي استخدمتها للإعلان رسميًا عن تنصيبها كمدعية عامة في المحاكم العليا في كاليفورنيا، بما يقتضيه قانون كاليفورنيا ضمنيًا.
تلقت حملة هاريس في غضون أربع وعشرين ساعة من إعلان ترشحها تبرعات وصلت إلى أكثر من 1.5 مليون دولار من أكثر من 38 ألف فرد من جميع الولايات الخمسين، بمتوسط تبرع 37 دولارًا للفرد الواحد. ارتبط هذا المبلغ القياسي بالمبلغ الذي حدده السناتور الأمريكي بيرني ساندرز خلال انتخابات عام 2016.
حضر أكثر من 20 ألف شخص حفل انطلاق حملتها الرسمية في فرانك أوغاوا بلازا في مسقط رأسها في أوكلاند، كاليفورنيا، في 27 يناير من ذلك العام. ولاحظ العديد من المعلقين وجود حضور أكبر في حدث انطلاق حملة هاريس من ذلك الذي حضر حدث انطلاق حملة باراك أوباما الرئاسية الأولى في سبرينغفيلد، إلينوي، في عام 2007.

### الربع الأول من حملتها
قدمت هاريس نفسها كمرشحة رئاسية لعام 2020 في قاعة بلدية سي إن إن في جامعة دريك في دي موين، أيوا في 28 يناير.
أعلنت هاريس عن موافقة خمسة أعضاء من وفد كاليفورنيا في مجلس النواب الأمريكي في الربع الأول من حملتها، تيد ليو وكاتي هيل ونانيت باراغان في 28 يناير، وباربرا لي في 14 فبراير، وجوليا براونلي في27 فبراير. حصلت هاريس أيضًا على تأييد حاكم كاليفورنيا، غافين نيوسوم، جنبًا إلى جنب مع خمسة مسؤولين على مستوى، اللفتنانت حاكم إيليني كونالاكيس ووزير الخارجية أليكس باديلا، وأمين خزانة الولاية فيونا ما والمشرف على التعليم العام توني ثورموند ومفوض التأمين ريكاردو لارا، استمرارًا لتأكيدها المبكر على دعم ولايتها لها. كما حصلت على موافقات من ثلاثة أرباع الوفد الديمقراطي في مجلس شيوخ ولاية كاليفورنيا، جنبًا إلى جنب مع موافقات رؤساء بلديات مدن كاليفورنيا في سان فرانسيسكو وسان خوسيه وساكرامنتو ولونج بيتش وأوكلاند وكومبتون. حصلت هاريس أيضًا على دعم المدعية العامة السابقة لماساتشوستس مارثا كواكلي والناشطة في مجال حقوق العمال اللاتينيين والمؤسسة المشاركة لنقابة عمال المزارع المتحدة، دولورس هويرتا.
ترأست هاريس حملة لجمع التبرعات من مانحين بارزين في هوليوود في منزل المخرج الأمريكي جاي جاي. أبرامز وكاتي ماكغراث في شهر مارس. شمل الرؤساء المشاركون للحدث العديد من المديرين التنفيذيين والممثلين والكتاب والمخرجين رفيعي المستوى، بما في ذلك آري إيمانويل، دونا لانغلي، شوندا رايمز، ورون ماير. أفاد هاريس أنه جمع 12 مليون دولار من أكثر من 218 ألف مساهمة فردية خلال الربع الأول فقط.

### الربع الثاني من حملتها
ألقت هاريس خطابًا في الأول من أبريل في عشاء عمل تكريمًا لمشرعي الولاية في ساكرامنتو، كاليفورنيا حيث سلطت الضوء على المزايا التي لم يكن ليحصل العمال عليها دون عمل منظم، وأدان الخطاب النقابات واصفًا إياها «بمجموعات المصالح الخاصة».
أصدرت هاريس في 14 أبريل جميع إقراراتها الضريبية الشخصية منذ عام 2004 وحتى عام 2018، أي في كل عام تولت فيه هاريس مناصبًا عامةً. وصرح أحد المساعدين في حملة هاريس إن صراحة هاريس جعلتها «المرشح الأكثر شفافيةً فيما يتعلق بالمعلومات حول الشؤون المالية الشخصية».
ألقت هاريس خطابًا في الخامس من مايو أثناء عشاء صندوق الكفاح من أجل الحرية لفرع ديترويت (NAACP) تعهدت فيه بأن إدارتها «ستحاسب منصات التواصل الاجتماعي على الكراهية التي تتسلل إلى منصاتهم، لأن لديهم مسؤولية للمساعدة في محاربة كل ما يهدد ديمقراطيتنا» وأشارت إلى عام 2018 على أنه «العام الأكثر دموية على الإطلاق بالنسبة للإرهاب المحلي» منذ تفجير مدينة أوكلاهوما في عام 1995.
أعلنت هاريس في 16 مايو أن حملتها قد جمعت أكثر من 160 ألف دولار لمنظمات حقوق الإجهاض، بعد موافقة مشرعي ألاباما على إجراء يحظر جميع عمليات الإجهاض تقريبًا، بما في ذلك حالات الاغتصاب أو سفاح القربى، وفرضهم لعقوبات جنائية على الأطباء الذين يجرون العمليات.
ألقت هاريس في 1 يونيو تصريحات في منتدى سان فرانسيسكو برعاية المجموعة الليبرالية (MoveOn)، وقفز حينها أحد المتظاهرين الداعمين لقضية حقوق الحيوان على خشبة المسرح وأخذ الميكروفون من يد هاريس بينما كانت تحاول التحدث عن المساواة في الحقوق. تحركت المنسقة كارين جان بيير للوقوف بين هاريس والمتظاهر حتى اصطحبه حراس الأمن خارج الكواليس.